# Пів долара (Свобода, що йде)
Пів долара (Свобода, що йде) (англ. Walking Liberty half dollar) — розмінна монета США вартістю 50 центів, яка карбувалася між 1916—1947 роками і замінила номінал 50 центів Барб'є. Монета мала дуже красивий високохудожній дизайн, який містив багато патріотичних символів у зв'язку зі створенням під час Першої світової війни.

## Історія
Ідеєю до створення постаті Свободи, що йде, деякою мірою послужили французькі монети з зображенням жінки-селянки, яка йде та засіває поле. У 1948 році монету замінив номінал 50 центів Франкліна.

## Карбування
Монета карбувалася з перервами між 1916—1947 роками на трьох монетних дворах: Філадельфії, Денвері і Сан-Франциско:
- Відсутній — монетний двір Філадельфії,
- D — монетний двір Денвера,
- S — монетний двір Сан-Франциско.

1916-го і початку 1917 року буква розташовувалася на аверсі монети під девізом «IN GOD WE TRUST». З середини 1917 року його було перенесено на нижню частину реверса монети ліворуч (8 годин). Монограма гравера «AAW» Адольфа Вайнмана знаходиться на реверсі під пір'ям крила орлана.

## Тираж
| Рік                                       | Філадельфія         | Денвер            | Сан-Франциско     |
| ----------------------------------------- | ------------------- | ----------------- | ----------------- |
| 1916                                      | 608 000             | 1 014 400         | 508 000           |
| 1917 (буква на аверсе) (буква на реверсе) | 12 292 000          | 765 400 1 940 000 | 952 000 5 554 000 |
| 1918                                      | 6 634 000           | 3 853 040         | 10 282 000        |
| 1919                                      | 962 000             | 1 165 000         | 1 552 000         |
| 1920                                      | 6 372 000           | 1 551 000         | 4 624 000         |
| 1921                                      | 246 000             | 208 000           | 548 000           |
| 1923                                      |                     |                   | 2 178 000         |
| 1927                                      |                     |                   | 2 392 000         |
| 1928                                      |                     |                   | 1 940 000         |
| 1929                                      |                     | 1 001 200         | 1 902 000         |
| 1933                                      |                     |                   | 1 786 000         |
| 1934                                      | 6 964 000           | 2 361 400         | 3 652 000         |
| 1935                                      | 9 162 000           | 3 003 800         | 3 854 000         |
| 1936                                      | 12 614 000 (3 901)  | 4 252 400         | 3 884 000         |
| 1937                                      | 9 522 000 (5 728)   | 1 676 000         | 2 090 000         |
| 1938                                      | 4 110 000 (8 152)   | 491 600           |                   |
| 1939                                      | 6 812 000 (8 808)   | 4 267 800         | 2 552 000         |
| 1940                                      | 9 156 000 (11 279)  |                   | 4 550 000         |
| 1941                                      | 24 192 000 (15 412) | 11 248 400        | 8 098 000         |
| 1942                                      | 47 818 000 (21 120) | 10 973 800        | 12 708 000        |
| 1943                                      | 53 190 000          | 11 346 000        | 13 450 000        |
| 1944                                      | 28 206 000          | 9 769 000         | 8 904 000         |
| 1945                                      | 31 502 000          | 9 966 800         | 10 156 000        |
| 1946                                      | 12 118 000          | 2 151 000         | 3 724 000         |
| 1947                                      | 4 094 000           | 3 900 600         |                   |

(У дужках позначена кількість монет з якістю пруф)

## Опис

### Аверс
На аверсі монети зображена жінка, що символізує Свободу. Вона закутана в один з головних державних символів — прапор США. Про це свідчать погано помітні перпендикулярні смуги, а також зірки під правою рукою. На голові Свободи фригійський ковпак — символ свободи і революції. У руках вона тримає оливкові та дубові гілки, як позначення цивільної та військової слави США і показує правою рукою на сонячну зорю.
Над Свободою півколом написано «LIBERTY», праворуч «IN GOD WE TRUST», а внизу розташовується рік випуску монети. Дизайн аверсу цієї монети виявився дуже популярним і надалі кілька разів використовувався при карбуванні пам'ятних монет.

### Реверс
На реверсі зображений геральдичний символ США білоголовий орлан на скелі з напіврозправленими крилами. Над ним півколом розташований напис «UNITED STATES OF AMERICA», ліворуч «E PLURIBUS UNUM», а знизу номінал монети — «HALF DOLLAR».